# Afonso Sardinha
Afonso Sardinha, "el Viejo", (Portugal, 1530 - São Paulo dos Campos de Piratininga, 1613) fue un explorador portugués que vivió gran parte de su vida en Brasil.  En 1589, Sardinha y su hijo (Afonso Sardinha el Mozo) descubrieron en una de sus excursiones mineral de hierro en el Morro de Araçoiaba - cercano a la actual ciudad de Iperó en el estado de São Paulo.
Nació en Portugal alrededor de 1530, viajó para Santos alrededor de 1554 y se estableció hacia 1566 en la villa de São Paulo dos Campos de Piratininga. En esta ciudad vivió como comerciante y agricultor y participó en varias entradas al desierto ayudando al padre José de Anchieta a abrir el camino para unir Sao Paulo con Santos. Fue concejal miembro de la Cámara en varios años entre 1572 y 1610  Antes de final del siglo, junto con su hijo, descubrieron varias minas en el interior de São Paulo.
Falleció en 1613.